# Duncan Hunter (Politiker)

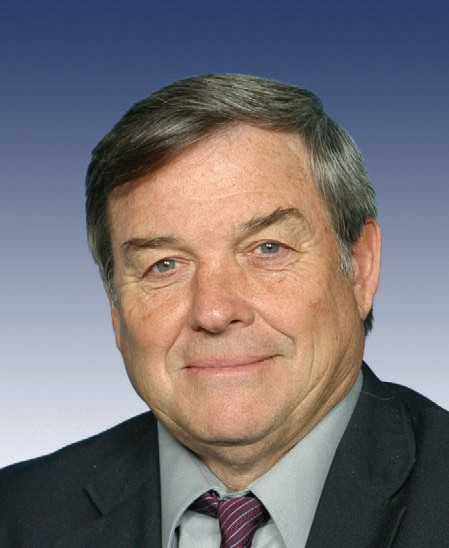
Duncan Hunter

Duncan Lee Hunter (* 31. Mai 1948 in Riverside, Kalifornien) ist ein amerikanischer Politiker der Republikanischen Partei. Von 1981 bis 2009 vertrat er den Bundesstaat Kalifornien als Abgeordneter im US-Repräsentantenhaus. Er trat 2008 ohne Erfolg in der Vorwahl seiner Partei für die Präsidentschaftswahl an.

## Familie, Ausbildung und Beruf
Hunters Vater Bob war ein aktiver Unterstützer der Republikanischen Partei in Kalifornien. Nach seinem Abschluss an der Rubidoux High School in Riverside besuchte Duncan Hunter die Western State University in San Diego, wo er 1968 mit dem Bachelorgrad abschloss. 1969 meldete sich Hunter zum Dienst in der US Army, erhielt bis 1971 eine militärische Ausbildung an der United States Army Airborne School und diente während des Vietnamkriegs. Nach seiner Rückkehr studierte er mit Hilfe des G. I. Bill weiter an der Western State University Rechtswissenschaft und schloss 1976 mit dem Juris Doctor ab. Anschließend praktizierte er als Anwalt in einer eigenen Kanzlei in einem hispanisch geprägten Viertel San Diegos.
Auch sein Sohn Duncan D. Hunter wurde später Abgeordneter der Republikaner im Repräsentantenhaus.

## Politische Laufbahn
Bei der Wahl 1980 wurde Hunter erstmals in den Kongress gewählt. Sein damaliges Mandat im 42. Kongresswahlbezirk Kaliforniens umfasste weite Teile des San Diego County und war strukturell stark demokratisch geprägt, sodass sein Sieg über den demokratischen Mandatsinhaber Lionel Van Deerlin als überraschend und als Teil der „Reagan-Revolution“ (Ronald Reagan hatte die zeitgleiche Präsidentschaftswahl gewonnen; mit ihm erhielten viele Konservative politische Mandate) bezeichnet worden ist. Hunter gewann alle Wiederwahlen, zuletzt 2006, was demographischen Veränderungen und seiner persönlichen Popularität zugeschrieben wird. Bedingt durch Neuzuschnitte der Wahlkreise 1982 und 1992 nach den Volkszählungen in den USA änderte sich die Zählung seines geographisch relativ stabilen Wahlbezirks, sodass er ab 1983 den 45. und ab 1993 den 52. Kongresswahlbezirk Kaliforniens vertrat.
Im Kongress gehörte er zeit seiner Mitgliedschaft dem Streitkräfteausschuss an und hatte von 2003 bis 2007 dessen Vorsitz inne.
Nachdem Hunter in einem Interview am 30. Oktober 2006 sein Interesse an einer Kandidatur zur Präsidentschaftswahl 2008 signalisiert hatte, kandidierte er ab 2007 und erhielt als relativ unbekannter Kandidat mit wenig Ressourcen kaum Aufmerksamkeit. Beim Caucus in Iowa am 3. Januar 2008 erhielt er weniger als 1 Prozent der Stimmen, bei der Primary in Wyoming am 5. Januar wurde er mit 8 Prozent Dritter. In den Primarys von New Hampshire und Michigan erhielt er wiederum jeweils etwa 1 Prozent. Nach dem Caucus in Nevada am 19. Januar, bei dem er 2 Prozent der Stimmen auf sich vereinigte, erklärte er seinen Rückzug und seine Unterstützung für Mike Huckabee. Für die Wahl 2008 kandidierte Hunter nicht mehr für den Kongress. Seine Nachfolge trat sein Sohn Duncan Jr. an.

## Positionen
Hunter legte den Schwerpunkt seiner politischen Arbeit auf Sicherheitspolitik. Er setzte sich für erhöhte Verteidigungsausgaben und eine Begrenzung illegaler Einwanderung insbesondere durch Grenzsicherung ein. So setzte er 1994 den Bau eines Grenzzauns zwischen Kalifornien und Mexiko (zwischen San Diego und Tijuana) durch und trat durch den von ihm vorangetriebenen Secure Fence Act von 2006 für eine Erweiterung um die gesamte US-Grenze nach Mexiko ein. Seine Haltung brachte ihm den Spitznamen „Secretary of Da Fence“ ein („Zaun-Minister“, Wortspiel für den englischen Begriff des Verteidigungsministers). Er setzte sich gegen Schwangerschaftsabbrüche (Pro-Life) und gegen Freihandelsabkommen ein und galt als vehementer Unterstützer des Irakkriegs.